# (500062) 2011 UF271
(500062) 2011 UF271 es un asteroide perteneciente al cinturón exterior de asteroides, descubierto el 3 de octubre de 2005 por el equipo del Catalina Sky Survey desde el Catalina Sky Survey, Arizona, Estados Unidos.

## Designación y nombre
Designado provisionalmente como 2011 UF271.

## Características orbitales
2011 UF271 está situado a una distancia media del Sol de 3,384 ua, pudiendo alejarse hasta 3,857 ua y acercarse hasta 2,911 ua. Su excentricidad es 0,139 y la inclinación orbital 15,11 grados. Emplea 2274,17 días en completar una órbita alrededor del Sol.
Los próximos acercamientos a la órbita de Júpiter se producirán el 24 de octubre de 2025, el 12 de enero de 2039 y el 6 de agosto de 2052, entre otros.

## Características físicas
La magnitud absoluta de 2011 UF271 es 15,6.